# Rasa de la Casanova
La Rasa de la Casanova és un torrent afluent per l'esquerra de la Riera de Madrona en el tram en què rep el nom de Sargueres de l'Alcerà, que realitza tot el seu recorregut pel terme municipal de Castellar de la Ribera i que neix al vessant nord-occidental del Torregassa

## Xarxa hidrogràfica
La seva xarxa hidrogràfica, que també transcorre íntegrament pel terme municipal de Castellar de la Ribera, està constituïda per vuit cursos fluvials la longitud total dels quals suma 5.051 m.